# Дронго новоірландський
Дронго новоірландський (Dicrurus megarhynchus) — вид горобцеподібних птахів родини дронгових (Dicruridae).

## Поширення
Ендемік острова Нова Ірландія з архіпелагу Бісмарка, що належить Папуа Новій Гвінеї. Мешкає у первинному низинному лісі, нагірному лісі, низькорослому моховому гірському лісі та вторинному лісі з багатим покривом епіфітних лишайників.

## Опис
Птах завдовжки 51—63 см, вагою 130 г. Це птах з міцною і стрункою зовнішністю, великою округлою головою, конусоподібним і міцним дзьобом, досить довгим, широким і злегка зігнутим донизу, із зачепленим кінчиком, короткими ногами, довгими крилами і довгим хвостом з двома довгими стрічкоподібними бічними перами. Оперення глянцево-чорне з фіолетовим відтінком, а по боках голови і шиї та у верхній частині грудей пір'я має яскраво-блакитні кінчики. Дзьоб і ноги чорнуватого кольору, очі коричнево-червоні.

## Спосіб життя
Трапляється парами або поодинці. Харчується комахами, їхніми личинками та іншими безхребетними, які знаходяться на землі, в польоті або серед гілок та листя дерев та кущів. Також поїдає дрібних хребетних, зерно, ягоди, нектар. 